# Parafia Narodzenia Najświętszej Maryi Panny w Kałkowie
Parafia Narodzenia Najświętszej Maryi Panny w Kałkowie – parafia rzymskokatolicka, znajdująca się w diecezji opolskiej, w dekanacie Otmuchów.